# Liu Song (Snookerspieler)
Liu Song (chinesisch 劉菘 / 刘菘, Pinyin Liú Sōng; * 8. Dezember 1983 in Tianjin) ist ein chinesischer Snookerspieler.

## Karriere
Erstmals machte Liu Song international auf sich aufmerksam, als er 2002 das Viertelfinale der IBSF U21-Weltmeisterschaft erreichte. Sein Landsmann Ding Junhui erwies sich schon damals als der stärkere Spieler, er gewann nach dem Sieg über Liu auch den Titel. Ein Jahr später schaffte es Liu dann bis ins Finale, in dem er dem Australier Neil Robertson unterlag.
Der Erfolg verhalf ihm zu einer Wildcard für die folgende Snooker Main Tour der Profispieler. Bereits in seinem Debütjahr gelang ihm als erstem Spieler aus der Volksrepublik die Qualifikation für die Hauptrunde eines Major-Turniers. Bei den Welsh Open im Januar 2004 stand er erstmals in der ersten Hauptrunde eines Weltranglistenturniers, wo er dem späteren Halbfinalisten, dem Hongkong-Chinesen Marco Fu, mit 3:5 unterlag. Es blieb aber der einzige Höhepunkt bei seinem ersten Anlauf auf der Main Tour, er konnte sich dort nicht halten.
Durch den Gesamtsieg bei der Pontin’s International Open Series 2005/06 holte er sich den Profistatus aber schnell wieder zurück. Diesmal konnte er sich unter anderem mit dem Erreichen der vierten Qualifikationsrunde bei der Weltmeisterschaft unter den Profis behaupten und beendete die Saison als 72. der Weltrangliste. Es folgte seine bislang beste Saison; 2007/08 erreichte er zweimal die Finalrunde und während er bei der Northern Ireland Trophy noch in der ersten Runde ausschied, gelang ihm beim Snooker Grand Prix in Schottland mit dem Einzug ins Viertelfinale sein bis dahin größter Erfolg. Nachdem er zuvor unter anderem Stephen Maguire, Matthew Stevens und Dave Harold besiegt hatte, wurde er erst vom späteren Turniersieger Marco Fu gestoppt. Zusammen mit weiteren Erfolgen in den Qualifikationsrunden brachte es Liu Song Platz 53 in der Snookerweltrangliste ein.
Es folgte ein Jahr, in dem das Auftaktmatch in der Qualifikation meist schon wieder sein letztes war, nur bei der Northern Ireland Trophy und der Weltmeisterschaft kam er jeweils eine Runde weiter. Das erfolgreiche Vorjahr hielt ihn jedoch in der Zweijahreswertung für die Weltrangliste unter den Besten 64. Das setzte sich auch in der Saison 2009/10 fort. Dem frühen Ausscheiden entging er nur beim Masters, das allerdings kein Ranglistenturnier ist, und bei den Welsh Open. Dort erreichte er sechs Jahre nach seinem Finalrundendebüt erneut die Runde der Letzten 32. Dies brachte ihm aber nicht genug Punkte und so fiel er ein zweites Mal aus der Main Tour heraus.
Im Jahr darauf profitierte Liu zu Beginn der Saison von der Suspendierung von John Higgins, denn der asiatische Verband nominierte ihn als Nachrücker bei den ersten drei Profiturnieren. Bei den World Open 2010 konnte er seine Chance nutzen und zog erstmals in seiner Karriere in das Achtelfinale eines Weltranglistenturniers ein. Zuvor hatte er schon mit dem Erreichen des Viertelfinales beim vierten Event der Players Tour Championship, einer für Amateure freigegebenen Minor-Ranking-Turnierserie, aufsteigende Form bewiesen.
Eine besondere Auszeichnung erhielt Liu Song im März 2010, als er von der World Snooker Association als erster chinesischer Spieler den Trainerstatus erhielt.